# Azoren
De Azoren (Portugees: Açores; IPA: [ɐˈsoɾɨʃ]) vormen een archipel in de Atlantische Oceaan die samen een autonome regio van de republiek Portugal vormen. De eilanden behoren tot de Europese Unie.
De archipel bestaat uit negen bewoonde en acht onbewoonde eilanden (samen de Formigas Bank genoemd) met een totale oppervlakte van 2247 km². Ze tellen ca. 250.000 inwoners. Het parlement zetelt in Horta op Faial. De grootste stad, Ponta Delgada, ligt op het oostelijke eiland São Miguel.
De Azoren liggen op de Midden-Atlantische Rug op een afstand van 1370 km van het Iberisch Schiereiland en op circa 2340 km van het Amerikaanse vasteland (1930 km naar het eiland Newfoundland, behorend tot het Amerikaanse continent). De Azoren liggen in de tijdzone UTC−1 (tijdens zomertijd geldt UTC).

## Geschiedenis
Of de Azoren in de oudheid menselijke bewoning hebben gekend, staat nog ter discussie. Vondsten op Terceira en enkele hypogea (ondergrondse tempels of tomben) op Corvo, Santa Maria en Terceira van megalithische aard lijken te wijzen in die richting.
Vermoedelijk waren Vikingen in de 8e eeuw de eerste bewoners. Vanaf omstreeks 700 is er bewijs voor de aanwezigheid van vee en voor het stichten van bosbranden om weides te maken. Archeologische,  genetische en ecologische sporen wijzen in de richting van de Noormannen, die ook over de nodige zeemanskunst beschikten. In de 10e en de 11e eeuw was de bewoning zeker permanent. Deze menselijke aanwezigheid zou ook verklaren waarom de Azoren lijken voor te komen op een aantal oude kaarten, zoals de Medici-atlas uit 1351. 
Begin 15e eeuw werden de Azoren herontdekt door de Portugezen. Zij beschreven een met bossen overdekt, onbewoond land. Voortgaand op een unieke notitie op een kaart van Vallseca, was de eerste die er kwam mogelijk Diogo de Silves in 1427. Zekerder en officiëler was de aankomst van Gonçalo Velho Cabral, een scheepskapitein varend in opdracht van de Portugese prins Hendrik de Zeevaarder, in 1432. 
Vanwege de kolonisten uit het graafschap Vlaanderen die in de vijftiende eeuw voor het bevolken van de eilanden werden aangetrokken, werden de Azoren tot in de zeventiende eeuw ook wel Vlaamse eilanden genoemd, alhoewel de eilanden altijd Portugees gebleven zijn. Zo werd op 1 januari 1451 de nederzetting Vila da Praia op Terceira gesticht door Jacob van Brugge. Ook nu nog zijn er op de Azoren vooraanstaande families (bijvoorbeeld de familie "de Bruges") die hun geschiedenis op dergelijke kolonisten laten teruggaan. Ook de windmolens, vooral op Faial, werden door Vlamingen geïntroduceerd.
Koning Filips II, tevens graaf van Vlaanderen en heer der Nederlanden, wist in 1580 ook koning van Portugal te worden. De Azorianen bleven zich lang hiertegen verzetten; intussen was ook in het moederland de Nederlandse Opstand losgebarsten. In 1583 stuurde Filips II, als kersvers koning van Portugal, zijn gecombineerde Spaans-Nederlandse vloot om zijn gezag over alle Portugese gebieden te doen gelden en om Franse (= Vlaamse) handelaars te verjagen.
Tijdens de Tweede Wereldoorlog bleef Portugal neutraal en daarmee ook de Azoren. In 1943 dreigden de Britten om de Azoren in te nemen, vanwege hun strategische ligging in het kader van de Slag om de Atlantische Oceaan. Zo ver kwam het niet doordat António de Oliveira Salazar, de minister-president van Portugal, de Royal Air Force en Royal Navy toestond om de eilanden te gebruiken.
In 1976 werden de Azoren een autonoom gebied binnen Portugal.

## Geografie

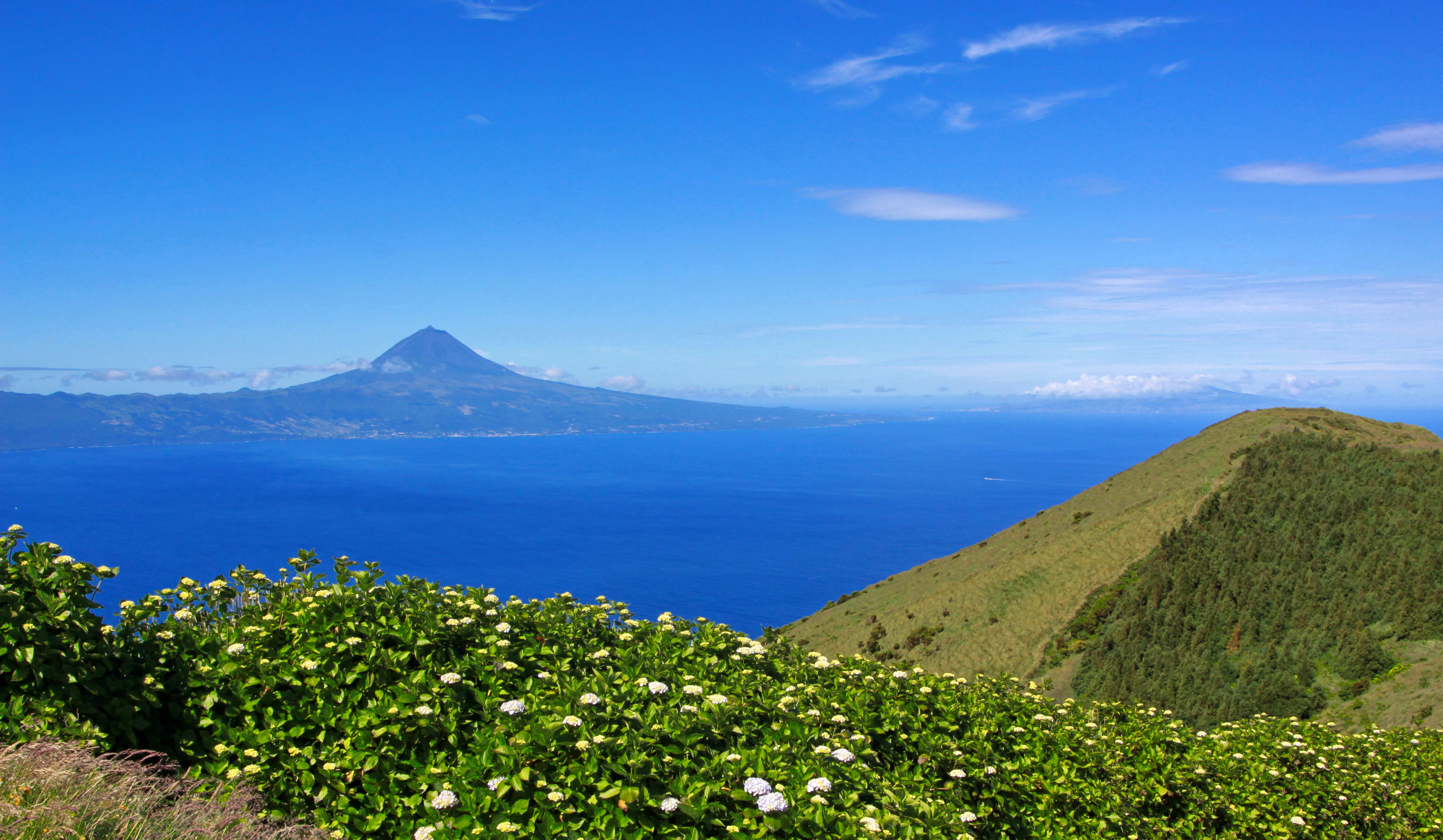
De vulkaan van Pico gezien vanaf São Jorge

De negen eilanden van de Azoren zijn alle van vulkanische oorsprong. De hoogste vulkaan is de Pico op het gelijknamige eiland, die 2351 meter hoog is, en daarmee de hoogste piek van heel Portugal. De meest westelijke eilanden, Flores en Corvo, liggen circa 500 km van het zuidoostelijkste, Santa Maria, verwijderd. De eilanden liggen op het drieplatenpunt van de Noord-Amerikaanse Plaat, de Afrikaanse Plaat en de Euraziatische Plaat.

## Cultuur

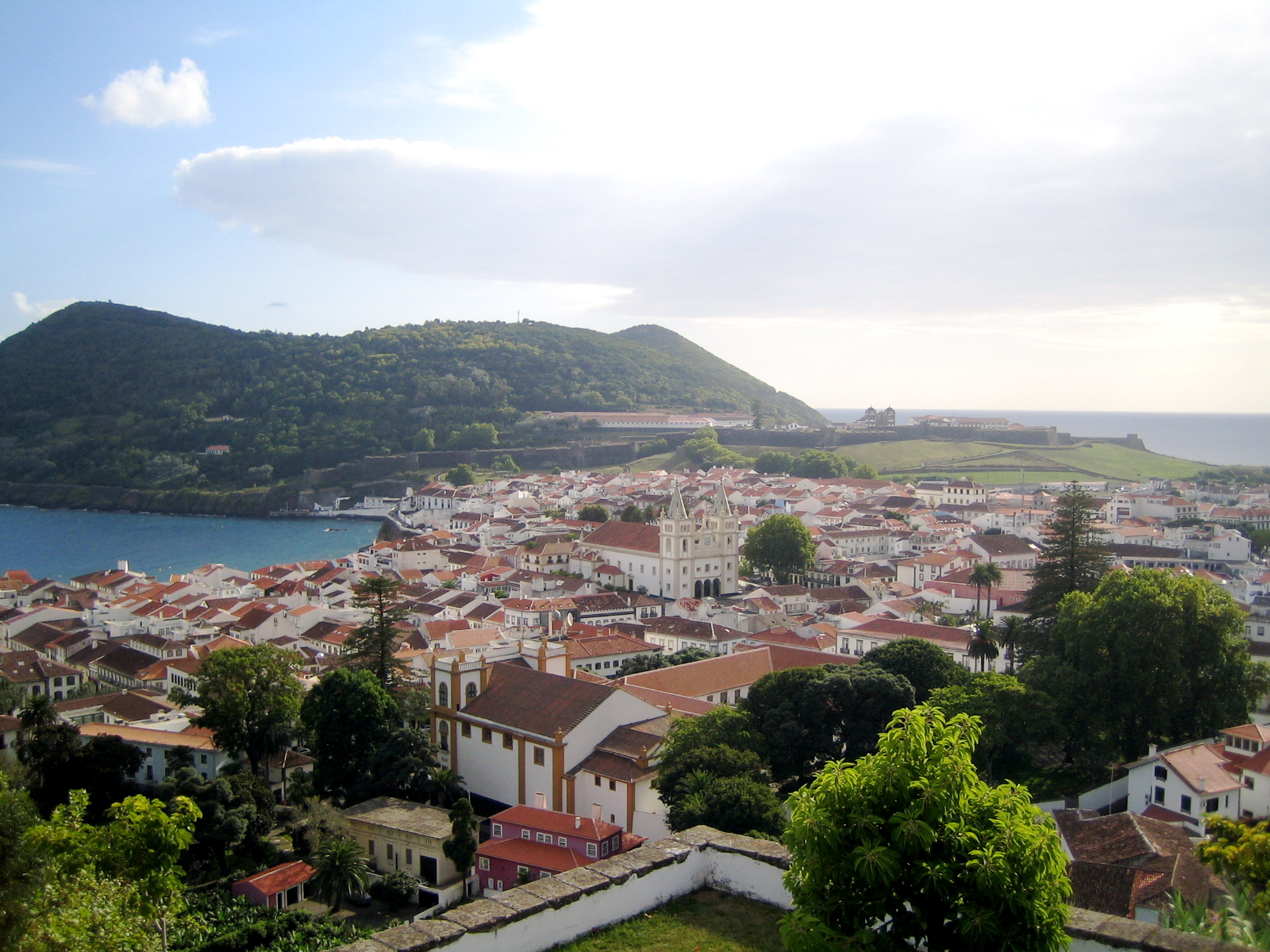
Het oude centrum van Angra do Heroísmo staat op de Werelderfgoedlijst

Cultureel gezien is er een aanzienlijke variatie tussen de eilanden, door de onderlinge afstanden en de verschillende perioden waarin de afzonderlijke eilanden door verschillende bevolkingsgroepen werden gekoloniseerd. Hierdoor hebben ze hun eigen dialecten, tradities en gerechten. De eilanden hebben elk hun eigen Rooms-Katholieke patroonheiligen en religieuze festivals.
De Kaas van Pico (Portugees: Queijo do Pico) is een kaas afkomstig van het eiland Pico. Deze wordt sinds 1996 volgens het recht van de Europese Unie erkend als benaming van beschermde herkomst. De Viola terceira is een snaarinstrument dat nog het meest doet denken aan een gitaar maar wel met vijftien dan wel achttien snaren. De Tourada à corda is een lokale vorm van stierenvechten die met name op Terceira wordt toegepast, waarbij de stieren niet gedood worden.
De stad Angra do Heroísmo op het eiland Terceira en het landschap en de wijncultuur van het eiland Pico staan op de Werelderfgoedlijst. Horta op Faial is een populaire aanlegplaats voor zeiljachten die de Atlantische Oceaan oversteken.

## Economie
De bewoners van de tamelijk onvruchtbare Azoren leven hoofdzakelijk van de veehouderij, maar er worden ook wijndruiven, ananas, bananen en thee verbouwd. Het toerisme is in opkomst. In het verleden stonden de Azoren bekend om de walvisjacht. Veel bemanningsleden van walvisvaarders kwamen hiervandaan. Tegenwoordig is het kijken naar de walvissen een toeristische attractie.
In het jaar 2012 hebben de Azoren een QualityCoast Gold mogen ontvangen voor hun inspanningen om een duurzame toeristische bestemming te worden.

## Politiek
De Azoren vormen een autonome regio van de republiek Portugal en maken als ultraperifeer gebied integraal deel uit van de Europese Unie. Net als de rest van Portugal vallen de Azoren onder het Verdrag van Schengen. Ook andere Europese akkoorden, zoals dat over gratis roaming, gelden op de Azoren.
De Azoren hebben hun eigen regering en autonome wetten binnen hun politiek-administratieve statuut als autonome regio. Sinds het een autonome regio van Portugal werd, bevindt de uitvoerende macht van de regionale overheid zich in Ponta Delgada, de wetgevende macht in Horta en de rechterlijke macht in Angra do Heroísmo.

## Klimaat
De Azoren hebben het gehele jaar door een constant klimaat, met weinig temperatuurverschillen. De temperatuur varieert tussen 14,0 en 24,8 °C, waarbij augustus de warmste maand is. Het zeewater varieert in temperatuur tussen 16,0 en 22,0 °C door het jaar, onder invloed van de Golfstroom.

## Reizen tussen de eilanden en het vasteland

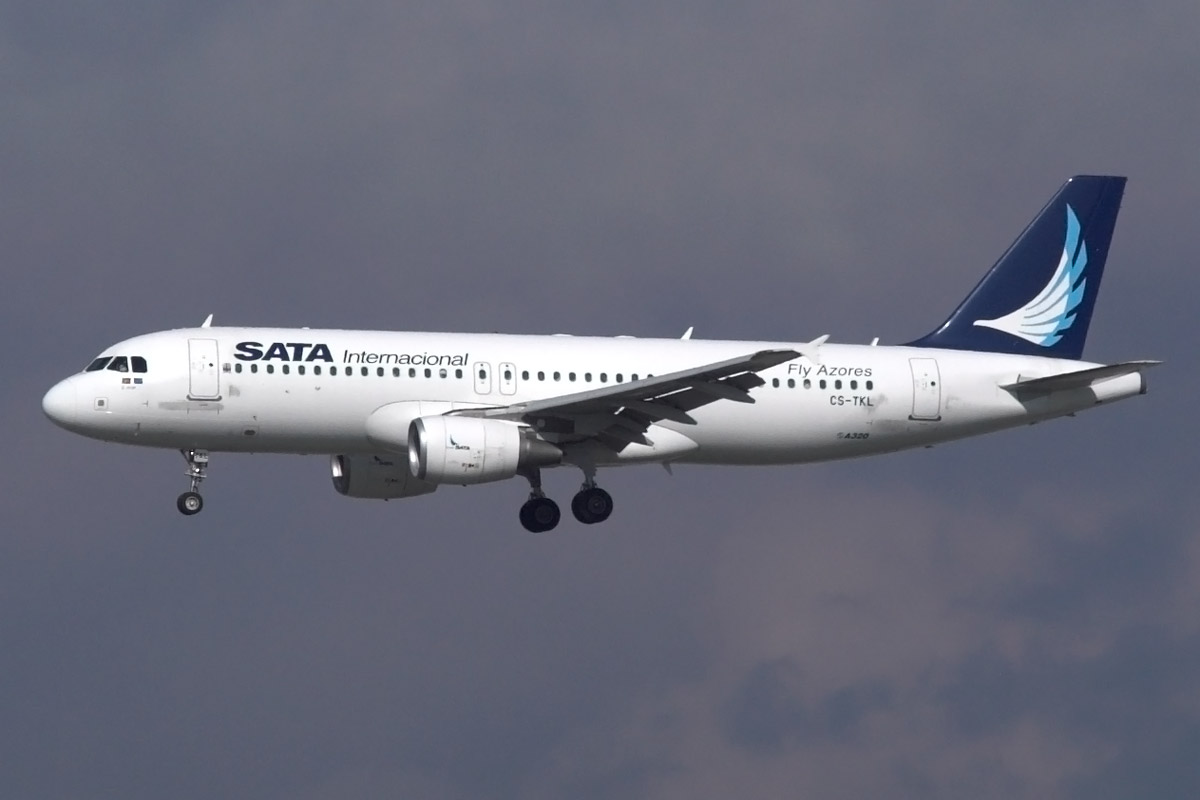
Een Airbus A320 van SATA Air Açores

Tussen het vasteland en de eilanden is er geen commerciële veerverbinding. Wel varen er vrachtschepen, maar deze nemen geen passagiers mee. Men is aangewezen op luchtverbindingen. Er vertrekken dagelijks vluchten vanaf Lissabon en Porto. Meerdere luchthavens op de Azoren worden zo bediend. Ze gaan echter niet naar ieder eiland. De belangrijkste luchthaven is de Aeroporto João Paulo II bij Ponta Delgada op São Miguel. Daarnaast zijn er rechtstreekse vluchten naar Terceira, Pico, Faial en Santa Maria.
Er varen dagelijks boten tussen de eilanden Pico, Faial en São Jorge. Tussen São Jorge en Terceira is er enkele dagen in de week een verbinding maar deze vaart niet het gehele jaar. Ook wordt er niet gevaren bij slecht weer. Wel wordt er tussen de eilanden bijna dagelijks gevlogen door de lokale luchtvaartmaatschappij SATA Air Açores.

## De eilanden en hun gemeenten

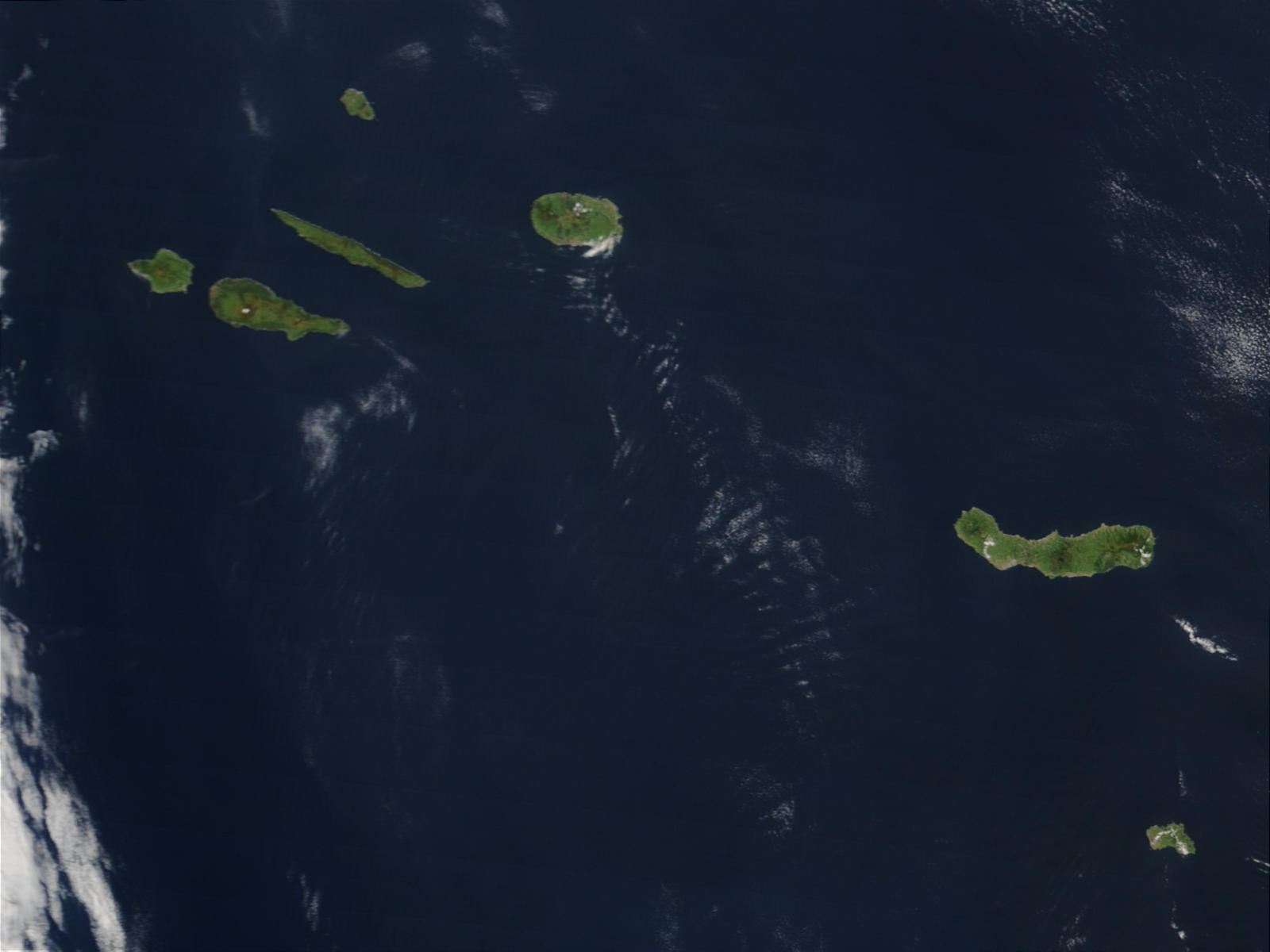
De centrale en oostelijke Azoren

Corvo en Flores vormen de westelijke eilanden (links niet zichtbaar op bijgaande satellietfoto), São Miguel en Santa Maria de oostelijke, en de overige eilanden de vrij compacte centrale groep. De negen Azoren met de daarop liggende gemeenten zijn, van noordwest naar zuidoost:

### Westelijke Azoren
- Corvo
  - Vila Nova do Corvo
- Flores
  - Lajes das Flores
  - Santa Cruz das Flores

### Centrale Azoren
- Faial
  - Horta
- Pico
  - Lajes do Pico
  - Madalena
  - São Roque do Pico
- São Jorge
  - Calheta
  - Velas
- Graciosa
  - Santa Cruz da Graciosa
- Terceira
  - Angra do Heroísmo
  - Praia da Vitória

### Oostelijke Azoren
- São Miguel
  - Lagoa
  - Nordeste
  - Ponta Delgada
  - Povoação
  - Ribeira Grande
  - Vila Franca do Campo
- Santa Maria
  - Vila do Porto